# Huize Westerhout

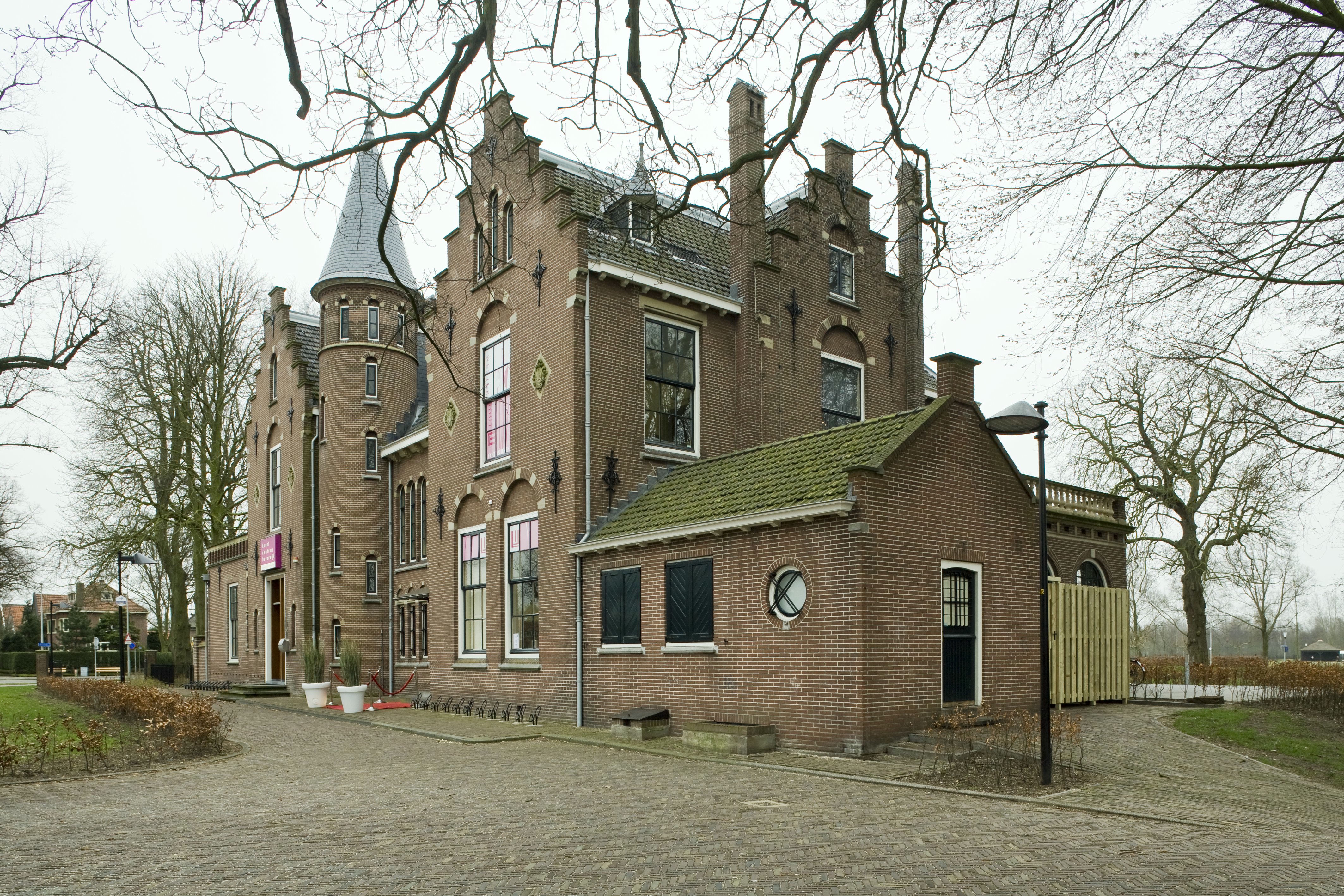
Huize Westerhout

Huize Westerhout is een buitenplaats en rijksmonument aan het Westerhoutplein 4 in de Nederlandse gemeente Beverwijk. Westerhout ligt tegenover het Museum Kennemerland.  

## Geschiedenis
Het huis werd gebouwd in 1896 naar een ontwerp van de Haagse architect J.J. van Nieukerken. De  opdrachtgever was de toenmalige burgemeester van Beverwijk, jhr. Gerard Salomon Boreel. Het landhuis is in Hollandse neorenaissancestijl. Om het huis te kunnen bouwen werd het oude herenhuis op Westerhout afgebroken. Onderdelen hiervan, waaronder vloerbalken, marmeren vloeren en schoorsteenmantels, werden hergebruikt. In 1905/6 is het huis uitgebreid naar ontwerp van Van Nieukerken en zijn zoon M.A. van Nieukerken.
De laatste bewoner was Jan Hugo Boreel (1884-1962). Naast zijn gezin woonden hier ook zijn ongehuwde zusters. Rond 1965 werd het huis verkocht aan de gemeente Beverwijk, die er de Stedelijke Muziekschool Beverwijk in huisvestte.
De beek Scheybeeck stoomt door het bijbehorende openbaar toegankelijke Park Westerhout, dat ook eigendom is van de gemeente Beverwijk.  
De vereniging 'Westerhout Blijft!' protesteerde tegen de aanleg van de omliggende provinciale weg 197 waardoor het groen en beschermde dierensoorten in het park zouden worden aangetast. De weg werd uiteindelijk na jarenlang gesteggel in 2010 geopend. 
In het pand is sinds 2015 een grand café gevestigd.